# USS Irwin (DD-794)
USS Irwin (DD-794) là một tàu khu trục lớp Fletcher được Hải quân Hoa Kỳ chế tạo trong Chiến tranh Thế giới thứ hai. Nó là chiếc tàu chiến duy nhất của Hải quân Mỹ được đặt theo tên Chuẩn đô đốc Noble E. Irwin (1869-1937), người tham gia cuộc Chiến tranh Tây Ban Nha-Hoa Kỳ và Chiến tranh Thế giới thứ nhất. Nó đã hoạt động cho đến hết Thế Chiến II, ngừng hoạt động một thời gian ngắn, rồi tái biên chế trở lại năm 1951 và tiếp tục phục vụ trong Chiến tranh Triều Tiên và sau đó cho đến khi xuất biên chế năm 1958. Con tàu được chuyển cho Brazil năm 1968, và hoạt động như là chiếc Santa Catarina (D32) cho đến khi ngừng hoạt động năm 1988 và bị đánh chìm như mục tiêu năm 1990. Irwin được tặng thưởng danh hiệu Đơn vị Tưởng thưởng Hải quân và sáu Ngôi sao Chiến trận do thành tích phục vụ trong Thế Chiến II, và thêm một Ngôi sao Chiến trận khác trong Chiến tranh Triều Tiên.

## Thiết kế và chế tạo
Irwin được đặt lườn tại xưởng tàu của hãng Bethlehem Shipbuilding Company ở San Pedro California vào ngày 2 tháng 5 năm 1943. Nó được hạ thủy vào ngày 31 tháng 10 năm 1943; được đỡ đầu bởi bà Charles A. Lockwood, Jr., con gái Chuẩn đô đốc Irwin và là phu nhân Chuẩn đô đốc Charles A. Lockwood, Jr.. Nó nhập biên chế vào ngày 14 tháng 2 năm 1944 dưới quyền chỉ huy của Trung tá Hải quân Daniel B. Miller.

## Lịch sử hoạt động

### 1944
Sau khi hoàn tất chạy thử máy, Irwin khởi hành từ San Diego vào ngày 26 tháng 4 năm 1944 hướng sang quần đảo Hawaii, rồi tiếp tục đi Eniwetok để tập trung lực lượng chuẩn bị cho Chiến dịch quần đảo Mariana. Nó lên đường vào ngày 11 tháng 6 trong thành phần bảo vệ cho các tàu sân bay hộ tống để hỗ trợ trên không cho việc đổ bộ lên Saipan vào ngày 15 tháng 6. Trong quá trình Hạm đội Liên hợp Nhật Bản bị đánh bại trong Trận chiến biển Philippine từ ngày 19 đến ngày 21 tháng 6, chiếc tàu khu trục đã bắn rơi một máy bay ném bom-ngư lôi đối phương.
Irwin đã bắn phá các vị trí của đối phương tại Saipan từ ngày 21 đến 29 tháng 6, rồi bảo vệ cho các tàu sân bay hộ tống hỗ trợ cho cuộc tấn công chiếm đóng Tinian cho đến ngày 23 tháng 7. Nó sau đó bắn pháo hỗ trợ cho binh lính chiến đấu trong trận Guam, trước khi tham gia thành phần hộ tống các tàu sân bay nhanh trong hoạt động không kích các căn cứ đối phương tại quần đảo Palau, dọc theo bờ biển Luzon, Okinawa và Đài Loan. Tại vùng biển ngoài khơi Đài Loan vào ngày 14 tháng 10, nó đã bắn rơi một máy bay ném bom-ngư lôi đối phương, rồi sau đó hộ tống các tàu tuần dương hạng nặng Houston (CL-81) và Canberra (CA-70) bị hư hại do trúng bom rút lui về hậu phương an toàn. Chiếc tàu khu trục lại tiếp tục tham gia thành phần hộ tống các tàu sân bay nhanh hỗ trợ trực tiếp Trận Leyte vào ngày 20 tháng 10.
Hải quân Nhật Bản tổ chức ba gọng kìm nhằm phản công lại Chiến dịch Philippines, đưa đến Trận chiến vịnh Leyte vào ngày 24 tháng 10. Máy bay từ tàu sân bay thuộc đội đặc nhiệm của Irwin đã tấn công các tàu chiến chủ lực thuộc Lực lượng Trung tâm Nhật Bản, đánh chìm thiết giáp hạm Musashi và buộc đối phương phải tạm thời rút lui. Tuy nhiên đòn phản công của phía Nhật cũng mang lại kết quả, khi một quả bom đánh trúng tàu sân bay hạng nhẹ Princeton (CVL-23). khiến nó nổ tung và bốc cháy. Bất chấp đám cháy đang lan nhanh, những vụ nổ dữ dội và mảnh vỡ bắn ra do bom đạn trên chiếc tàu sân bay, Irwin đã tiếp cận chiếc tàu sân bay để giúp chữa cháy, và sau đó thả các xuồng cứu sinh cùng những thợ lặn tình nguyện để cứu vớt những người sống sót, tiếp tục áp sát và cứu được 646 người của Princeton trên biển và từ sàn tàu. Hành động anh dũng của Irwin khi cứu hộ Princeton, mà bản thân nó cũng bị hư hại do các vụ nổ, đã mang lại cho nó danh hiệu Đơn vị Tưởng thưởng Hải quân.
Irwin hướng đến Ulithi cùng những người sống sót từ Princeton trong khi Lực lượng phía Nam Nhật Bản bị tiêu diệt phần lớn trong Trận chiến eo biển Surigao, những tàu sân bay thuộc Lực lượng phía Bắc Nhật Bản bị đánh chìm trong Trận chiến mũi Engaño, và những thiết giáp hạm và tàu tuần dương hạng nặng hùng mạnh thuộc Lực lượng Trung tâm bị đẩy lui trong Trận chiến ngoài khơi Samar. Từ Ulithi, Irwin tiếp tục hành trình quay trở về Hoa Kỳ, nơi nó được đại tu tại Xưởng hải quân San Francisco từ ngày 17 tháng 11 năm 1944 đến ngày 23 tháng 1 năm 1945. Nó lên đường đi Hawaii, rồi tiếp tục hướng sang quần đảo Marshall, và cuối cùng đi đến Saipan vào ngày 14 tháng 2 năm 1945

### 1945
Irwin đã giúp hộ tống bảo vệ các tàu sân bay không kích hỗ trợ cho cuộc đổ bộ lên Iwo Jima từ ngày 19 đến ngày 23 tháng 2, 1945, và sau đó đã không kích xuống Okinawa. Sau đó nó tham gia đợt không kích chuẩn bị xuống Okinawa từ ngày 27 đến ngày 31 tháng 3, đánh trả các cuộc tấn công liên tục của đối phương bằng máy bay, xuồng phóng lôi và xuồng máy cảm tử. Vào ngày 30 tháng 3, nó đẩy lui cuộc tấn công của ba tàu phóng lôi, đánh chìm một chiếc và gây hư hại một chiếc khác, buộc chiếc cuối cùng phải rút lui. Khi lực lượng Thủy quân Lục chiến đổ bộ lên hòn đảo này vào ngày 1 tháng 4, nó bắn rơi một máy bay ném bom hai động cơ, cứu vớt một người sống sót thuộc đội bay. Trong hai tháng tiếp theo sau, chiếc tàu khu trục bắn phá các vị trí pháo binh, súng máy, điểm tập trung quân, hang động của đối phương trên bờ, cùng các vị trí che giấu những xuồng cảm tử. Nó lại bắn rơi một máy bay ném bom-ngư lôi tự sát vào ngày12 tháng 4, rồi một chiếc khác vào ngày 16 tháng 4 khi nó hỗ trợ cho cuộc đổ bộ lên Ie Shima. Một máy bay tấn công cảm tử đối phương khác lại bị tiêu diệt vào ngày 21 tháng 5, rồi đến đêm 16 tháng 6, nó trợ giúp vào việc cứu vớy những người sống sót từ tàu khu trục Twiggs (DD-591) bị đánh chìm bởi tấn công phối hợp trên không, ngư lôi và tự sát đối phương.
Irwin tiếp tục ở lại hoạt động ngoài khơi Okinawa cho đến khi chiến sự kết thúc, lúc Nhật Bản chấp nhận đầu hàng vào ngày 15 tháng 8 chấm dứt Thế Chiến II. Nó đi vào vịnh Tokyo vào ngày 31 tháng 8, hộ tống tàu chở binh lính chiếm đóng từ Okinawa đến chính quốc Nhật Bản cho đến ngày 28 tháng 10, khi nó rời Yokosuka để quay trở về San Diego, đến nơi vào ngày 15 tháng 11. Sau khi được đại tu, con tàu xuất biên chế vào ngày 31 tháng 5, 1946 và được đưa về Hạm đội Dự bị Thái Bình Dương.

### 1951 - 1958
Irwin được cho nhập biên chế trở lại tại Long Beach, California vào ngày 26 tháng 2, 1951, vào lúc đang xảy ra Chiến tranh Triều Tiên. Nó lên đường vào ngày 12 tháng 5 để đi sang vùng bờ Đông Hoa Kỳ, được đại tu tại Xưởng hải quân Philadelphia rồi đặt cảng nhà tại Newport, Rhode Island từ ngày 16 tháng 12, 1951. Chiếc tàu khu trục được phái sang tăng cường cho lực lượng của Đệ Lục hạm đội tại Địa Trung Hải từ tháng 1 đến tháng 6, 1952, và sau đó thực tập huấn luyện dọc theo vùng bờ Đông.
Irwin khởi hành từ Fall River, Massachusetts vào ngày 1 tháng 4, 1953, băng qua kênh đào Panama và đi ngang qua San Diego và Hawaii để gia nhập Đệ Thất hạm đội đang hoạt động tại vùng chiến sự ngoài khơi bán đảo Triều Tiên. Nó hộ tống bảo vệ các tàu sân bay nhanh khi chúng không kích các mục tiêu đối phương sâu trong nội địa; bản thân chiếc tàu khu trục đã tham gia bắn phá các tuyến đường vận chuyển ven biển của đối phương và hỗ trợ cho binh lính thuộc lực lượng Liên Hợp Quốc trên bộ. Sau khi có được thỏa thuận ngừng bắn, nó quay trở về nhà qua ngã kênh đào Suez và ghé qua các cảng tại Địa Trung Hải, về đến Boston, Massachusetts vào ngày 2 tháng 10, hoàn thành một chuyến đi vòng quanh trái đất.
Irwin tiếp tục các hoạt động tại chỗ thường lệ từ Newport cho đến ngày 5 tháng 1, 1955, khi nó lên đường tham gia các cuộc tập trận của khối NATO tại Bắc Đại Tây Dương, và sau đó tại Địa Trung Hải. Nó quay trở về Newport vào ngày 26 tháng 5, hoạt động tại vùng bờ Đông cho đến ngày 29 tháng 3, 1956 để đi sang Long Beach, California, đến nơi vào ngày 15 tháng 4. Nó trải qua mùa Hè năm đó hoạt động cùng Đệ Thất hạm đội tại các vùng biển Nhật Bản, Okinawa, Philippines và Đài Loan, trước khi quay trở về Long Beach vào ngày 11 tháng 8. Sau khi cùng hạm đội thực tập chiến thuật tại vùng bờ Tây xa đến tận quần đảo Hawaii, chiếc tàu khu trục lại lên đường vào ngày 12 tháng 3, 1957 để gia nhập Đệ Thát hạm đội tại Viễn Đông. Nó tiến hành tuần tra tại eo biển Đài Loan, tập trận phối hợp cùng các tàu chiến trong khối SEATO, đồng thời viếng thăm hữu nghị các cảng Philippines và Nhật Bản trước khi quay trở về Long Beach vào ngày 24 tháng 8. Một lần nữa chiếc tàu khu trục lại được xuất biên chế vào ngày 10 tháng 1, 1958.

### Santa Catarina(D32)
Irwin được chuyển cho Brazil vào ngày 10 tháng 5, 1968, và phục vụ cùng Hải quân Brazil như là chiếc Santa Catarina (D32). Nó ngừng hoạt động vào năm 1988, và sau đó phục vụ như một mục tiêu thực hành. Vào năm 1989, nó là mục tiêu cho việc phóng thử nghiệm lần đầu tiên tên lửa không đối hạm Sea Skua từ một máy bay trực thăng Westland Lynx của Hải quân Brazil. Con tàu cuối cùng bị đắm vào năm 1990.

## Phần thưởng
Irwin được tặng thưởng danh hiệu Đơn vị Tưởng thưởng Hải quân và sáu Ngôi sao Chiến trận do thành tích phục vụ trong Thế Chiến II, và thêm một Ngôi sao Chiến trận khác trong Chiến tranh Triều Tiên.